# Semtěš
Semtěš (en allemand : Semtiesch) est une commune du district de Kutná Hora, dans la région de Bohême-Centrale, en République tchèque. Sa population s'élevait à 272 habitants en 2020.

## Géographie
Semtěš se trouve à 10 km au nord-est de Čáslav, à 18 km à l'est de Kutná Hora et à 79 km à l'est-sud-est de Prague.
La commune est limitée par Litošice au nord, par Sovolusky et Turkovice à l'est, par Podhořany u Ronova et Starkoč au sud, et par Bílé Podolí à l'ouest.

## Histoire
La première mention écrite de la localité date de 1142.

## Transports
Par la route, Semtěš se trouve à 11,5 km de Čáslav, à 24 km de Kutná Hora et à 97 km de Prague.